# Vedro Polje (Sunja)
Vedro Polje is een plaats in de gemeente Sunja in de Kroatische provincie Sisak-Moslavina. De plaats telt 115 inwoners (2001).